# Gaiyang, Mingxi
Gaiyang (kinesiska: 盖洋) är en köping i sydöstra Kina. Den ligger i Mingxi härad i staden Sanming i provinsen Fujian, omkring 230 kilometer väster om provinshuvudstaden Fuzhou. Antalet invånare är 12 726. Befolkningen består av 6 114 kvinnor och 6 612 män. Barn under 15 år utgör 13,0 %, vuxna 15-64 år 72 %, och äldre över 65 år 13,0 %.